# Elecciones parlamentarias de Seychelles de 1974
Las elecciones parlamentarias de Seychelles de 1974 tuvieron lugar el 25 de abril del mencionado año con el objetivo de renovar los 15 escaños de la Asamblea Legislativa, órgano legislativo unicameral de la entonces colonia del Reino Unido. Fueron los últimos comicios celebrados en el archipiélago antes de la independencia de la moderna República de Seychelles, así como las últimas elecciones multipartidistas que tuvieron lugar en su territorio hasta 1992.
Solo dos partidos presentaron candidaturas: el gobernante Partido Democrático de Seychelles (SDP), liderado por el primer ministro James Mancham, primer jefe de gobierno democráticamente electo de las islas, y el opositor Partido del Pueblo Unido de Seychelles (SPUP), encabezado por France-Albert René, lo que convirtió la elección en una contienda ferozmente polarizada. Aunque el SDP había mantenido hasta entonces un enfoque colonialista abierto, la creciente noción de que el Reino Unido no quería conservar el archipiélago bajo su control, así como el aumento de la popularidad de la independencia exigida por René y el SPUP, partido socialista y nacionalista de izquierda, llevaron al gobierno de Mancham a adoptar un enfoque independentista moderado y gradual, lo que no evitó que su popularidad decayera. René exigió el cese inmediato de la colonia y la independencia de Seychelles como una república presidencialista, mientras que Mancham propuso la conversión de Seychelles en un Reino de la Mancomunidad, manteniendo a la reina Isabel II del Reino Unido como jefa de estado.
A pesar de la ruidosa campaña encabezada por René, el SDP logró un triunfo ajustado con un 52,36% de las preferencias contra el 47,61% del SPUP, resultando de este modo Mancham reelegido para un segundo mandato. Debido al sistema de escrutinio mayoritario plurinominal, el SDP obtuvo trece de los quince escaños parlamentarios contra solo dos del SPUP, a pesar de que había obtenido una diferencia mucho menor en el voto popular, lo que desató acusaciones de fraude electoral y manipulación distrital por parte de René, quien se negó a reconocer los resultados y organizó masivas manifestaciones en todo el país. Las protestas (particularmente fuertes en Praslin y La Digue) fueron reprimidas por la policía, lo que puso en tela de juicio la estabilidad del inminente país independiente.
Finalmente, René y Mancham acordaron la formación de un inestable gobierno de coalición y negociaron una constitución para Seychelles como estado soberano. El 29 de junio de 1976, Seychelles se independizó como una república parlamentaria, con Mancham como presidente y jefe de Estado y René como primer ministro y jefe de gobierno. El acuerdo entre el SDP y el SPUP sostenía que la coalición debía durar hasta las siguientes elecciones, en 1979, pero el 5 de junio de 1977, el SPUP realizó un golpe de Estado que derrocó a Mancham y llevó a René a la presidencia, convirtiendo a Seychelles en un estado socialista presidencialista y de partido único. El multipartidismo no se reintrodujo hasta 1992.

## Antecedentes
La aprobación de una constitución para Seychelles, entonces una colonia del Reino Unido, condujo a las elecciones parlamentarias de noviembre de 1970. Dicha constitución preveía, por primera vez en la historia del territorio, un gobierno ministerial electo, circunstancia surgida de la negociación entre el Partido Democrático de Seychelles (SDP), liderado por James Mancham y favorable a la continuidad de los lazos con el Reino Unido por el mayor tiempo posible, y el Partido Unido del Pueblo de Seychelles (SPUP), encabezado por el líder independentista y socialista France-Albert René, que exigía el cese inmediato de la colonia. A pesar del creciente apoyo popular a la independencia entre la población, el SDP ganó las elecciones por holgado margen, beneficiándose del sistema de escrutinio mayoritario plurinominal y obteniendo 10 de los 15 escaños de la Asamblea Legislativa. Mancham asumió de este modo como el primer jefe de gobierno democráticamente electo de la historia seychellense. El SPUP criticó el sistema electoral como injusto, pero de todas formas aceptó los resultados y los cinco parlamentarios electos asumieron sus escaños.
El recién instalado gobierno de Mancham se abocó a convertir a Seychelles en un destino turístico destacado, apoyado por la ayuda económica británica y la inversión extranjera. La construcción y posterior inauguración del Aeropuerto Internacional de Seychelles en junio de 1972 facilitó la comunicación del archipiélago con el mundo y condujo a un exponencial incremento de las visitas anuales, pasando la colonia de recibir 3.175 turistas en el año 1971 a un aproximado de 15.000 en 1972 a 26.000 en 1973. Sin embargo, la concentración de la riqueza continuó estando en manos de los grandes terratenientes y comerciantes, dejando a la mayoría de la población en la pobreza, lo que debilitó la popularidad del gobierno. Gran parte de la clase obrera del país comenzó a apoyar la causa independentista, participando masivamente en la «Marcha por la Libertad» organizada por el SPUP el 11 de marzo de 1973, la cual reunió a varias miles de personas en todo el archipiélago.
Durante los siguientes años, el panorama político internacional y local cambio sustancialmente, debilitando a la causa colonialista. La Organización para la Unidad Africana mostró un abierto rechazo al gobierno de Mancham, calificándolo de colonialista y derechista. El SPUP, hasta entonces vagamente autopercibido como «socialista», cobró entonces un tono fuertemente africanista y comenzó a realizar acuerdos con los países de la OUA (en su mayoría estados de partido único), pasando el SDP a depender cada vez más del apoyo británico. Sin embargo, para 1974, era evidente que el Reino Unido no tenía la intención de conservar a Seychelles como colonia o territorio de ultramar, lo que forzó al SDP a aceptar que la independencia eventual del territorio era inevitable a corto o mediano plazo. El 16 de marzo de 1974, Mancham anunció la disolución de la Asamblea Legislativa y la convocatoria a elecciones para el 25 de abril. El SDP, días más tarde, confirmó que cambiaba su postura y ahora apoyaba la independencia de Seychelles, bloqueando el reclamo del SPUP de ser el único partido independentista y polarizando la campaña entre izquierda y derecha.

## Sistema electoral
Los 15 escaños de la Asamblea Legislativa de Seychelles eran elegidos por voto popular, directo y secreto mediante un sistema de escrutinio mayoritario plurinominal. El país se encontraba dividido en ocho circunscripciones, seis para la isla de Mahé, una para la isla de Praslin y una para la isla de La Digue. Siete circunscripciones eran representadas por dos escaños parlamentarios, mientras que La Digue era solo representada por uno. En las siete circunscripciones plurinominales, los votantes podían emitir dos votos a dos potenciales candidatos para ocupar las dos bancas, resultando electos como parlamentarios los dos candidatos más votados. En La Digue, que funcionaba como una circunscripción uninominal, resultaría electo simplemente el candidato más votado. El mandato máximo de la Asamblea Legislativa era de cinco años, pudiendo esta ser disuelta por el gobierno colonial para convocar a elecciones anticipadas. Los miembros del parlamento podían ser reelegidos indefinidamente.
En virtud de la constitución de 1970, el líder del partido que lograra una mayoría de escaños en la Asamblea Legislativa asumiría el cargo de Ministro Principal o jefe de gobierno de la colonia, designando un gabinete de ministros entre los demás parlamentarios. El gobierno autónomo de la colonia tenía autoridad sobre todo con la excepción de la seguridad, las relaciones exteriores y los medios de comunicación públicos radiales o impresos, que permanecían a cargo de la gobernación colonial. Al líder parlamentario del partido fuera del gobierno con más escaños le correspondería el cargo de Líder de la Oposición. A partir del 1 de octubre de 1975, durante la legislatura subsiguiente, se le dio un poder aún mayor a la institución autónoma, cambiándose el título del jefe de gobierno electo por el de primer ministro de Seychelles, en transición hacia la independencia plena en junio de 1976.

## Campaña

Logo de campaña del SPUP.

Con el objetivo de prevenir una victoria del SPUP, el SDP invirtió su postura con respecto a la colonia y Mancham declaró públicamente durante el anuncio de la fecha de los comicios que la independencia era «necesaria» y que su partido «disputaría las elecciones sobre esta base». El SDP hizo una campaña moderada, defendiendo la promoción de la industria turística y la independencia del archipiélago como una Monarquía de la Mancomunidad de Naciones, lo que habría implicado la continuidad de Isabel II del Reino Unido como jefa de estado y la retención de estrechas relaciones con Gran Bretaña. El SPUP denunció que el SDP estaba intentando asustar a los votantes sobre el potencial peligro que representaría un triunfo socialista para el archipiélago. El oficialismo también fue acusado de emplear los recursos del estado y la intimidación policial directa a los electores para beneficiarse.
Días después del anuncio de las elecciones, Guy Sinon, Secretario General del SPUP y segundo al mando del partido junto a France-Albert René, se reunió con dirigentes de la Organización para la Unidad Africana en Nairobi, Kenia, y les solicitó apoyo económico para afrontar la campaña electoral. Sinon afirmó durante la reunión que temía que el SDP lograra apropiarse de votos soberanistas moderados ahora que apoyaba la independencia, y que tal vez el SPUP tuviera que «recurrir a la violencia» para «atraer la atención a la gente» con respecto a la corrupción y el mal gobierno de Mancham. La campaña del SPUP fue efectivamente financiada por el Comité de Liberación de la OUA, que había reconocido al partido como un «Movimiento de Liberación» en contrapeso del SDP, que había rechazado tajantemente cualquier pertenencia de Seychelles a la posterior Unión Africana.
Aunque amenazó con un posible boicot a las elecciones si el gobierno no realizaba una nueva demarcación de los distritos electorales, el SPUP concurrió a los comicios y realizó una campaña agresiva, bajo el lema «Seychelles pour Seychellois» (en español: «Seychelles para los seychellenses») denunciando que la independencia que el SDP promovía era falsa, y que sería imposible describir a Seychelles como una nación independiente sino se corregían también las injusticias sociales en las que el gobierno de Mancham incurría. Bajo la advertencia «recuerda lo que el Partido Democrático decía sobre la independencia», el SPUP publicó algunos de los anuncios electorales anteriores del SDP para las elecciones de 1967 y 1970, en los cuales se destacaban eslóganes como «Larga Vida al Dominio» (en inglés: «Long Live the Rule»), y un afiche de campaña en el que el SDP había declarado que «Independencia es igual a Hambre» y defendía la permanencia de Seychelles bajo el dominio británico con fotografías de la hambruna durante la guerra de Biafra en Nigeria, desatada poco después de la emancipación de dicho país respecto del Reino Unido.

## Resultados

### Nivel nacional
Los resultados provisionales se anunciaron la noche de las elecciones, proclamando que el Partido Democrático de Seychelles había ampliado su mayoría absoluta de dos tercios de 10 a 13 escaños, dando a Mancham un segundo mandato como jefe de gobierno seychellense. El Partido del Pueblo Unido de Seychelles sufrió su tercera derrota consecutiva y obtuvo solo los dos escaños correspondientes a la circunscripción de East Mahé, con su presidente France-Albert René y su Secretario General Guy Sinon como postulantes. Finley Roselie, líder del disuelto Partido Cristiano Laborista de Seychelles que se presentaba como candidato independiente en Victoria North, obtuvo solo 11 votos, manteniendo la elección absolutamente polarizada. A pesar de la aparentemente aplastante victoria del SDP, el voto popular fue muy ajustado, con el SDP imponiéndose con solo el 52,36% sobre el 47,61% del SPUP, lo que desató acusaciones de manipulación distrital. Las derrotas más sorpresivas para el SPUP se dieron en Victoria South, donde los candidatos del SDP obtuvieron el 51,16% de los votos sobre el 48,84% de los del SPUP, y en Praslin, donde Peter Gill y Maxime Ferrari fueron superados por Gerald Joubert y S. Peretra a pesar de las altas expectativas de triunfo. Karl St Ange, legislador por La Digue que buscaba la reelección, se había presentado a su vez en South Mahe y fue derrotado en ambas contiendas, perdiendo en La Digue por solo 40 votos en medio de denuncias de fraude e intimidación a los votantes.
|  | 52.36 % |

|  | 47.61 % |

|  | 0.03 % |

|  | 100.00 % |

|  | 100.00 % |

1. ↑  Karl St Ange se presentó como candidato del SPUP en dos circunscripciones, South Mahe y La Digue, por lo que en teoría el partido presentó 15 candidaturas mientras postulaba 14 candidatos.

### Resultado por distrito electoral
|  | 25.64 % |

|  | 25.52 % |

|  | 24.45 % |

|  | 24.40 % |

|  | 33.74 % |

|  | 33.27 % |

|  | 16.40 % |

|  | 16.36 % |

|  | 0.22 % |

|  | 32.93 % |

|  | 32.74 % |

|  | 17.26 % |

|  | 17.07 % |

|  | 26.62 % |

|  | 26.44 % |

|  | 23.48 % |

|  | 23.46 % |

|  | 28.17 % |

|  | 28.15 % |

|  | 21.86 % |

|  | 21.82 % |

|  | 28.93 % |

|  | 28.63 % |

|  | 21.25 % |

|  | 21.13 % |

|  | 29.20 % |

|  | 28.90 % |

|  | 21.06 % |

|  | 20.84 % |

|  | 52.31 % |

|  | 47.69 % |

## Consecuencias
El SDP celebró lo que consideró un «triunfo aplastante». El SPUP, por su parte, condenó las elecciones, reclamando que el gobierno de Mancham había cometido fraude electoral y que la demarcación de los distritos electorales era injusta. Las protestas de la oposición contra el resultado comenzaron incluso antes de que se anunciaran, y se generalizaron al día siguiente de los comicios. La policía dispersó una manifestación con gas lacrimógeno, resultando en 55 personas detenidas y varios heridos. Las tensas relaciones entre el SPUP y el SDP terminaron de estropearse con el desenlace electoral y, a pesar de su control parlamentario, la posición de Mancham estuvo lejos de ser segura. Se realizaron numerosas conversaciones para llegar a un acuerdo entre ambas fuerzas, y en marzo de 1975 se acordó la ampliación de la Asamblea Legislativa a 25 escaños, correspondiendo 5 de las nuevas bancas al SPUP y 5 al SDP, y la formación de un gobierno de coalición, en el que el propio René obtuvo la poderosa cartera de Obras Públicas y Desarrollo Rural. El 1 de octubre de ese año, Mancham fue formalmente juramentado como primer ministro de Seychelles y se inició una transición hacia la independencia. Seychelles se independizó el 29 de junio de 1976 como una república parlamentaria, asumiendo Mancham como presidente y jefe de Estado, mientras que René asumió como primer ministro y jefe de gobierno.
El gobierno de coalición estaba destinado a durar hasta las elecciones de 1979. Pese a esto, las fricciones entre ambos partidos continuaron agudizándose después de la independencia. El SPUP acusó al SDP de entorpecer su labor de gobierno y a Mancham de querer «vender el país». El 5 de junio de 1977, mientras Mancham se encontraba en el Reino Unido para una cumbre de gobiernos de la Mancomunidad de Naciones, se produjo un golpe de Estado encabezado por rebeldes del SPUP que depuso al presidente e instauró un régimen militar, asumiendo René como presidente. René, que negó conocer el plan, declaró haber aceptado la presidencia con la condición de que se celebraran nuevas elecciones en 1978. Sin embargo, ese mismo año, se instauró un estado de partido único y presidencialista, con el SPUP adoptando el nombre de Frente Progresista del Pueblo de Seychelles. Las elecciones presidenciales y parlamentarias bajo el nuevo sistema tuvieron lugar en 1979. Por tanto, los comicios de 1974 constituyeron las últimas elecciones competitivas que celebró el país hasta 1992.